# エマ・オブ・ノーマンディー

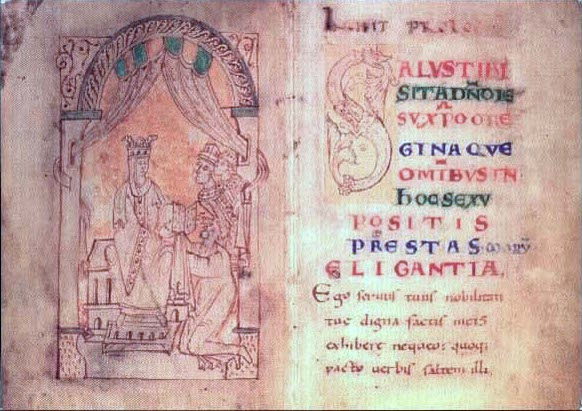
『Encomium Emmae』。11世紀にラテン語で書かれたイングランド王妃エマへの賛辞

エマ（Emma, 985年頃 - 1052年3月6日）は、ノルマンディー公リシャール1世とその2番目の妻グンノーラの娘で、2度の結婚で2度続けてイングランド王妃となった。最初の夫はエゼルレッド2世で、2度目の夫はクヌート1世。2人の夫ともうけた子供たちのうち、それぞれから1人ずつが後にイングランド王になった。クヌートとの子ハーデクヌーズと、エゼルレッド2世との子エドワード懺悔王である。さらに、兄ノルマンディー公リシャール2世の孫ウィリアム1世もイングランド王となった。

## 生涯
エゼルレッド2世との結婚は1002年で、2度目の妻だった。海峡を挟んで脅威であったノルマンディーの攻撃を回避するための政略結婚だったと思われる。
エゼルレッド2世との間に3人の子供が生まれた。
- ゴーダ（Goda、またはGodgifu）（1004年 - 1047年頃） - ドルー・ド・ヴェクサン、続いてブローニュ伯ウスタシュ2世と結婚。
- エドワード懺悔王（1004年頃 - 1066年） - イングランド王
- アルフレッド・アシリング（Alfred Aetheling）（1005年頃 - 1036年）

1013年、デンマークがイングランドを侵略し、子供のエドワードとアルフレッドはノルマンディーに亡命した。
1016年、エゼルレッド2世が、さらに続いてイングランド王となったエドマンド2世（エゼルレッド2世と最初の妻の子）が亡くなり、デンマーク王子クヌートがイングランド王になった。
クヌートには「仮祝言した」妻エルギフ・オブ・ノーサンプトン（Aelgifu of Northampton）がいたが、1017年にエマと結婚した。クヌートはエマとの間に生まれた子ハーデクヌーズをデンマークの王位継承者にすることを誓約した。それは、エマへの愛を意味しているのかも知れないが、ノルマン人に現状に満足し、介入を思いとどまってもらう意図もあったようで、つまり、最初の結婚の時と同じく、政略結婚であったことを窺わせる。
クヌートとの間に2人の子供が生まれた。
- ハーデクヌーズ（1018/19年 - 1042年） - デンマーク王、イングランド王
- グンヒルダ（Gunhilda）（1020年頃 - 1038年） - 神聖ローマ皇帝ハインリヒ3世の最初の妻。

1035年、クヌートが亡くなった。デンマーク王は約束通りハーデクヌーズが継承したが、イングランド王の王冠をかぶったのは、イングランド貴族の支持を受けた、ハーデクヌーズの異母兄ハロルドだった。
1036年、息子のエドワードとアルフレッドがエマに会うために、亡命先のノルマンディーから帰国した。ハロルドに対抗する動きのように思われる。しかし、弟のアルフレッドは捕らえられ、目を潰され、その傷がもとでまもなく死んでしまった。兄のエドワードはノルマンディーに逃げ帰った。エマ本人もすぐさまブルッヘ、それからフランドル伯の宮廷に逃げた。『Encomium Emmae（エマ賛辞）』という本はその宮廷で書かれたものである。
1040年、ハロルドが亡くなり、ハーデクヌーズがイングランド王の王冠をかぶった。ハーデクヌーズはノルウェーとスウェーデンの領土を失っていたが、デンマークの安全は確保していた。
1041年、エドワードが帰国した。ハーデクヌーズはノルマンディー宮廷に対して、もし自分に子供がいなければエドワードが王になるべきだと言った。
1042年、ハーデクヌーズが亡くなって、エドワードがイングランド王になった。その時、エマは息子のエドワードでなく、マグヌスを支持したので、ずっと見捨てられたままだった。

## 評価
エマは2度の結婚の2度とも、最初の妻より劣っていると見られることが多い。出産中の合併症から亡くなったエゼルレッド2世の最初の妻エルギフは尊敬されていた。クヌートとの結婚では、先に「仮祝言した」妻エルギフ・オブ・ノーサンプトンの影に隠れて、当時はエルギフ・オブ・ノーマンディーという名で呼ばれていた。
ともあれ、エマの2度の結婚はイングランドとノルマンディーの強い絆を生み、後にそれはエマの大甥ウィリアム1世による1066年のノルマン・コンクエストで頂点を迎えることになる。